# Compagnia del Teatro dell'Argine
La Compagnia del Teatro dell’Argine (en français : Compagnie de l’Argine) est un groupe théâtral fondé en 1994 par plusieurs jeunes diplômés dans les Académies italiennes de théâtre.

## Histoire
La Compagnia del Teatro dell’Argine'  est née en 1994 de la rencontre d’une vingtaine de tout jeunes professionnels ressentant l’importance de préserver un patrimoine commun d’idées et de partager leurs parcours personnels et accidentés. La réflexion sur laquelle se construit toute l’activité de la compagnie est que le théâtre peut encore être un besoin primaire de l’homme, au même titre que la nourriture ou l’eau.

### Débuts de la compagnie
Constituée en association ayant son siège à San Lazzaro di Savena (Bologne), sous la direction de Salvatore Cardone, la compagnie s’est immédiatement mise au travail, creusant certaines lignes d’idées qui ne visaient pas seulement la production de spectacles mais aussi la formation du public, la pédagogie théâtrale et la création d’ateliers de recherche pour jeunes professionnels du théâtre. Une implication sur le terrain, à travers une série d’animations pour la commune et un nombre important de laboratoires dans le milieu scolaire donnait sens et substance au projet culturel de l’association.
Dans les toutes premières années de son existence, ne possédant pas de lieu à elle, la compagnie se concentre sur des productions en extérieur, investissant plusieurs parcs de Bologne avec des productions comme In groppa allo Scarabeo sur le Théâtre d’Aristophane, Paesaggio con Teatri, ou La dodicesima notte et La commedia degli errori après un laboratoire sur l’univers shakespearien.
C’est durant ces années que la compagnie s’agrandit et acquiert de nouvelles forces, de nouveaux acteurs et dramaturges qui apportent leurs expériences personnelles du 
Teatro Stabile de Turin ou du Piccolo Teatro de Milan.

### Maison du théâtre
En 1998, le Teatro dell’Argine reçoit en gestion l’ITC Teatro, une salle de 220 places à peine rouverte après de longues années de rénovation. Cette opportunité donne enfin la possibilité à la compagnie de réaliser un vieux rêve : la création d’une « Maison du théâtre »  qui se veut être un centre dramatique européen rompant avec le style plus typique du théâtre italien. La pédagogie et le dialogue avec les jeunes tracent quotidiennement une nouvelle route à suivre, rénovant les motivations et les sens profonds ; le mémoire du passé et le sens du présent dirigent les choix artistiques. La production des spectacles se nourrit des ateliers et de l’approfondissement de thèmes qui ont laissé des signes forts ou de grandes interrogations dans l’imaginaire collectif. Il est question de déficience mentale et du nettoyage ethnique hitlérien à travers « Tiergartenstrasse 4 », de la recherche scientifique et de ses limites à travers « Il caso di Bella », des conséquences néfastes du fascisme sur l’Histoire  avec la narration de Mamsèr-Bastardo, de l’émigration et des mineurs de Marcinelle avec Italiani Cincali !.

### Pérennisation de la compagnie
Depuis 2000, la direction est confiée à Andrea Paolucci, Nicola Bonazzi et Pietro Floridia, metteurs en scène fondateurs de la compagnie.
Sous leur impulsion et grâce à la croissante maturité artistique de tous les acteurs, le Teatro dell’Argine commence à se faire connaître au niveau international et se penche sur la dramaturgie contemporaine, partant à la rencontre de cultures et de méthodes de travail nouvelles à travers des coproductions internationales. C’est de cette exigence qu’est née « Pane Quotidiano », une production Italo-allemande dans une mise en scène de Claudia Hamm. De même, la rencontre avec Steve Lambert mènera à la production bilingue de The march/La marcia avec le Badac Théâtre de Londres.
Le Teatro dell’Argine porte dès lors ses travaux dans de prestigieux théâtres européens de Berlin, Bruxelles, Liège, Zurich et Londres.
Aujourd’hui, le Teatro dell’Argine est composé de trois metteurs en scène, trois dramaturges, dix acteurs et quinze opérateurs pédagogiques. Le travail administratif, technique et promotionnel est géré directement par ces personnes.
Les productions de la compagnie, toujours liées à des thématiques civiles et historiques, explorent les différents types de langage et passent indifféremment du théâtre de narration au théâtre physique et au théâtre de texte. La compagnie jette un regard sur notre temps et sur notre passé proche brisant les frontières et les principes pour devenir l’objet d’une réflexion universelle.

## Productions
- In groppa allo Scarabeo  sur le Théâtre d’Aristophane,
- Paesaggio con Teatri,
- La dodicesima notte,
- La commedia degli errori
- Tiergartenstrasse 4,
- Il caso di Bella,
- Mamsèr-Bastardo,
- Italiani Cincali.
- Pane Quotidiano, une production Italo-allemande.
- The march/La marcia avec le Badac Theatre de Londres.